# Ching-Li Chai
Ching-Li Chai (chinês tradicional: 翟敬立; 12 de junho de 1956) é um matemático taiwanês.
Chai obteve um doutorado em 1984 na Universidade Harvard, com a tese Compactification of the Siegel Moduli Schemes, orientado por David Mumford. Chai foi Francis J. Carey Term Chair na Universidade da Pensilvânia de 2007 a 2012. Foi eleito membro da Academia Sinica em 2010.